# Sơn ca bụi Ấn Độ
Sơn ca bụi Ấn Độ hay Sơn ca bụi cánh đỏ (danh pháp hai phần: Mirafra erythroptera) là một loài chim thuộc Họ Sơn ca. Loài này sinh sống ở Nam Án, chủ yếu là Ấn Độ. Loài này chủ yếu sinh sống ở các khu vực khô cằn.